# CaraNua
CaraNua es un conjunto musical femenino de música celta, crossover clásico y adulto contemporáneo. Está formado por las exintegrantes del grupo Celtic Woman — Alex Sharpe, Lynn Hilary y la ex integrande del coro de CW — Edel Murphy.
La formación de este nuevo prospecto artístico se dio a conocer de forma oficial el 11 de julio de 2016 a través de la cuenta de Twitter del conjunto.

## Celtic Woman
La gran popularidad alcanzada por Celtic Woman fue un factor que impulsó las carreras musicales de las integrantes de CaraNua.
Celtic Woman se formó a mediados de 2004. Luego de cuatro años de existencia el grupo se vio envuelto en cambios, principalmente en su formación. Terminada su gira por su tercer álbum «Celtic Woman: A New Journey» se integró al conjunto Lynn Hilary, remplazando a Méav Ní Mhaolchatha. Con CW permaneció 3 años y medio en los que, incluso, publicó su primer álbum en solitario llamado «Take Me With You». Llega 2014 y con un noveno álbum llamado «Celtic Woman: Emerald - Musical Gems», Lynn se reintegra al grupo para participar en la nueva gira The Emerald Tour, que llevó a recorrer hasta Brasil. Posteriormente volvió a dejar el grupo. A mediados de ese mismo año Lynn publica su segundo álbum «Saturn Return». Ya terminada aquella gira se dispone un nuevo tour para conmemorar los diez años desde la formación de CW. Para la nueva gira llamada Celtic Woman 10th Anniversary Tour Lynn fue invitada a participar nuevamente, esta vez con Alex Sharpe y Méav Ní Mhaolchatha. Luego de terminada la gira Alex y Lynn abandonaron el conjunto para dedicarse a sus planes individuales.
Alex se integró a Celtic Woman a finales de 2008 para participar de la gira Isle of Hope. Desde allí Alex permaneció poco tiempo y se retiró a mediados de 2011, al igual que Lynn. En 2014 produce y anuncia su primer álbum de estudio en solitario llamado «Be Still My Soul», producción que está altamente influenciada por himnos y cantos cristianos, además de incluir otros temas contemporáneos. Alex regresa nuevamente al CW en mayo de 2015 para continuar con la gira por el décimo aniversario del grupo, pero abandona éste en cuanto empiezan a prepara su siguiente producción discográfica.
Edel Murphy se unió como parte del coro de Celtic Woman a mediados de 2013. Ya con un álbum EP ha comenzado su carrera de gran forma.